# Hans Mooij (natuurkundige)
Johan Elisa (Hans) Mooij (1941) is een Nederlandse natuurkundige en emeritus hoogleraar van de TU Delft. Hij staat bekend als een van de grondleggers van het vakgebied nanotechnologie.
Mooij promoveerde in 1970 onder hoogleraar Jan Berend Westerdijk. Aanvankelijk richtte zijn onderzoek zich op supergeleidende materialen. Later richtte hij zich op nanotechnologie en qubits.
Mooij was werkzaam aan de TU Delft vanaf 1972 tot zijn pensioen in 2006, met een onderbreking van anderhalf jaar, toen hij na zijn promotie bij Shell werkte. Sinds 1993 is hij lid van de KNAW. In 1997 gaf hij een Morris Loeb-lezing aan de Harvard-universiteit. In 2004 werd hij directeur van het Kavli Institute of Nanoscience. In 2011 werd Mooij onderscheiden met de Fritz London Memorial Prijs.
- Gemeinsame Normdatei: 1057585904
- International Standard Name Identifier: 0000 0003 8567 7127
- NARCIS: PRS1235108
- Nederlandse Thesaurus van Auteursnamen: 072980974
- Système universitaire de documentation: 235873225
- Virtual International Authority File: 310584828
- WorldCat: E39PBJghvjwffbFPmF7Tjqq84q